# نظام مكافأة الأغلبية
نظام مكافأة الأغلبية (بالإنجليزية: Majority Bonus System)‏ هو أحد أشكال أنظمة التمثيل شبه النسبي [الإنجليزية] مستخدم في بعض الدول الأوروبية. يتميز بمنحه مكافأة للأغلبية من خلال عدد مقاعد أو تمثيل أكثر أكبر في الهيئة المنتخبة للحزب أو التحالف الفائز الحاصل على أكبر عدد من الأصوات لضمان ثبات الحكومة.
هذا النظام مستخدم في أرمينيا و‌سان مارينو و‌إيطاليا خلال الفترة بين 2006 و 2013. هو مستخدم في الأرجنتين لانتخاب مجلس النواب في كل من سانتا في و‌تشوبوت و‌إنتري ريوس. كانت اليونان تعمل بهذا النظام قبل استخدامه لآخر مرة في انتخابات 2019 [الإنجليزية].

## تاريخ
كان بينيتو موسوليني أول من وضع قانوناً يمنح الحزب الفائز مقاعد إضافية لضمان فوزه في الانتخابات الإيطالية 1924 [الإنجليزية]. تم استخدام مكافأة الأغلبية بعد استعادة الديمقراطية ولكن ضمن حدود أساسية، من عدد من المقاعد يضمن ثبات الحكومة ولكن العدد ليس كبيراً كفاية ليسمح بقيام حزب واحد بإجراء تغييرات دستورية. تم استخدام هذا النظام في الانتخابات المحلية في خمسينيات القرن العشرين وتم إعادة تقديمه في الانتخابات المحلية عام 199 والوطنية عام 2006 كبديل لنظام سكوربورو [الإنجليزية] المختلط.
خلال الانتخابات الإيطالية 2013 [الإنجليزية]، فاز الحزب الديمقراطي بـ 292 مقعد من خلال 8,644,523 بمعدل 29,604 صوت تفضيلي لكل مقعد واحد. أقرب منافس له هو شعب الحرية الذي فاز بـ 97 مقعداً من خلال 7,332,972 بمعدل 75,597 صوت لكل مقعد. كانت الآلية المستخدمة في إيطاليا خلال الفترة من 2006 حتى 2013 حيث كانت تمنح الحزب الفائز عدد محدد من المقاعد دون النظر إلى نسبة الأصوات التي حصل عليها إلى أن تم اعتبار هذا الإجراء غير دستوري من قبل المحكمة الدستورية الإيطالية.. بعد ذلك تم تقديم مقترح جولة إعادة (بين أول تحالفين) إلا أنه تم رفضه أيضاً من قبل المحكمة، ثم تم اعتماد التصويت الموازي في الانتخابات الإيطالية 2018.
كما تم اعتماد نظام مكافأة الأغلبية من قبل دول أوروبية أخرى ن خصوصاً اليونان في 2004 و‌سان مارينو على المستوى الوطني و‌فرنسا في انتخابات المناطق والبلديات.

## الآلية
يمكن استخدام هذا النظام على جميع الآليات المستخدمة في التمثيل النسبي لقائمة الأحزاب ولكن طريقة هوندت هي الأكثر استخداماً باعتبارها تقوم بترتيب المقاعد بشكل مطابق تماماً لترتيب نسب التصويت.
بشكل رئيسي هناك شكلان رئيسيان من أنظمة مكافئة الاغلبية ولهما نتائج سياسية مختلفة بشكل واضح:
- نظام المكافأة يقوم بمنح عدد محدد وثابت من المقاعد للحزب أو التحالف الفائز إضافة إلى عدد المقاعد التي فاز بها. يطلق على هذه الطريقة في اليونان اسم النسبية المعززة حيث يتم تخصيص ستة مقاعد إضافية للحزب الفائز. في المجلس المحلي الصقلي [الإنجليزية] يتم تخصيص عشرة مقاعد تمنح للتحالف الفائز إضافة إلى مقاعده الأساسية.
- نظام الجائزة يضمن بأن الحزب أو التحالف الفائز قد حصل على حد أدنى من المقاعد من خلال منحه مقاعد إضافية (مهما كان عددها) لضمان حصوله على هذا الحد. يمنح برلمان سان مارينو التحاف الفائز في الانتخابات 35 مقعد على الأقل من أصل 60 مقعد.[3] فإذا حصل الحزب أو التحالف الفائز على 31 مقعد في الجولة الثانية، يتم منحه 4 مقاعد إضافية يتم خصمها من الحزب أو التحالف الأضعف باستخدام طريقة هوندت.

تضمن طريقة الجائزة عدد مقاعد ثابت (على الأقل) للحزب الفائز بينما طريقة المكافأة تقوم بمنح عدد مقاعد إضافية للحزب الفائز.